# Аквариум (сад)
Сад Аква́риум — небольшой парк в центре Москвы, один из первых увеселительных садов столицы.
В саду в разные годы работали тир, кегельбан, фотография, площадка для гимнастики, в одной из беседок размещался аквариум; в 1910—1912 годах в здании зимнего театра действовал каток.
Сад имеет репутацию «театрального оазиса», поскольку рядом располагаются Театр имени Моссовета и Московский академический театр сатиры.

## Территория
Территория сада — составляющая часть большого владения, складывалась на протяжении XIX—XX веков вплоть до 30-х годов прошлого века, поэтому процесс закрепления границ оказался растянутым на длительное время. Своеобразная история владения была отмечена резким изменением функционального использования своей застройки и территории.
На рубеже XVIII—XIX веков земля сада «Аквариум» и части соседнего владения (Б. Садовая ул., д. 14) была занята огородами и прудом Новодевичьего монастыря и частных владельцев; лишь в северо-западной части этой территории, непосредственно примыкая к палисадникам Садового кольца, располагались два небольших участка с деревянной застройкой. Такая планировка местности сохранялась и в середине XIX века.
Активная застройка территории сада началась в конце 60-х годов XIX века, когда несколько земельных участков объединилось в руках одного владельца — Московского акционерного общества снабжения железных дорог принадлежностями. С этого времени можно говорить о формировании владения в очертаниях и границах, приближающихся к современным. На севере обширное владение получило выход к линии Садовой улицы. Три другие границы владения имели сложные ломаные очертания и в последующем несколько изменились.
К 1874 году сформировались планировка и структура участка. Зона деревянной и каменной жилой застройки, включавшей некоторые постройки прежних владельцев (1858 год), располагалась вдоль Садовой улицы в северо-западной части владения. Восточная, южная и юго-западная границы были застроены зданиями промышленного назначения. Из них особый интерес представляло прямоугольное массивное здание каменной кузницы, стоявшее в изломе восточной границы, которое позже в перестроенном виде стало помещением зимнего театра. Другая группа построек, следы которых в виде остатков кирпичных стен сохранились до наших дней, располагалась в юго-западном углу владения и была занята механическими мастерскими.

## История
На основания высочайшего повеления от 17 января 1875 года огородная земля Новодевичьего монастыря с производственными корпусами вагонного завода, занимавшая центральную часть квартала и окружавшая владение Комиссаровского технического училища с запада и юга, была передана в собственность П. И. Губонина.
В следующем 1876 году был произведён раздел этого обширного участка, часть территории, в обмен на участок с учебно-механическими мастерскими, перешла в собственность Комиссаровской технической школы, другая передана Московскому акционерному обществу снабжения железных дорог принадлежностями. Акционерное общество просуществовало недолго, в конце 1875 года оно было ликвидировано, а вагонный завод продан.
В 1878 г. хозяевами литейного завода стали Самуил Миронович (Шмуил Меерович) Малкиель, бывший также владельцем Елисеевского дома, и его сын — инженер-технолог Матвей Самуилович (Марк, Меер-Мордух Шмуилович) Малкиель.

### Первая московская электрическая выставка (1892 г.)
В 1892 году на территории будущего сада «Аквариум» открылась Первая московская электрическая выставка, организованная Комитетом Московского Отделения Технического Общества по инициативе А. А. Столповского.
Выставка открылась 27 июня 1892 года и проработала до 1 декабря 1892 г. Открывал её лично Савва Мамонтов, бывший Председателем Отделения.
Журнал «Наука и жизнь» писал:
Из обширного участка земли, лежащего на пересечении Тверской и Садовой и принадлежащего действительному члену Московского Отделения Инженер-Технологу Матвею Семёновичу Малкиель, под выставку отведена была обширная площадь в 5000 квадр. сажень со всеми находящимися на ней зданиями, дворами и открытыми местами для прогулок; последние, в течение летнего сезона, были превращены в сады и асфальтированные площади, пересекаемые рельсовым путём, по которому публика каталась на вагончике, двигавшемся с помощью электрических аккумуляторов Владимирова. Здесь же был грот, освещённый лампочками накаливания, и места, с которого поднимался воздушный шар, по вечерам освещавшийся во время полёта на протяжении нескольких вёрст электрическим прожектором Шукерта, установленным на крыше одного из домов.

Наконец, здесь же красовались и фонтаны, освещённые электричеством, которых гидравлическия и электротехническия принадлежности были разработаны и выполнены при участии членов бюро выставки А.А. Спицына, М.С. Малкиеля, П.К. Энгельмейера и заводов Густава Листа и брат. Бромлей.
По данным журнала «Наука и жизнь», выставку посетило около 100 000 человек, летом среднее число посетителей было около 1000 человек, зимой около 300 человек в день.
По-видимому, успех выставки подал семье Малкиель идею использовать этот лакомый участок земли под увеселительный сад.

## Театральная история сада

### История «Аквариума» при Лентовском
Одним из первых антрепренёров сада был М. Лентовский, который после закрытия сада «Эрмитаж» на Божедомке взял в аренду у крупного московского домовладельца Самуила Мироновича Малкиеля землю, создал увеселительный сад и построил деревянный театр на 720 мест, предназначавшийся для оперных спектаклей, открытую сцену, эстрады для оркестров и хоров. По мнению искусствоведа Е. И. Кириченко, судя по характеру и стилистике оформления сада, в сооружении построек мог принимать участие сотрудничавший с Лентовским архитектор Ф. О. Шехтель.
Сад, получивший название «Чикаго» (в это время в Чикаго проходила Всемирная выставка, вызвавшая интерес), открылся 1 июля 1893 года.
В 1906 году журналист Дорошевич вспоминал:
На углу Садовой и Тверской, у Старых Триумфальных ворот, было пустопорожнее, залитое асфальтом место, на котором только что прогорела электрическая выставка. Хотели уж устроить на нём дровяной двор. Как вдруг Лентовский объявил: - Зачем дровяной двор? Тут можно устроить великолепный сад!.. И закипела работа. Ломали асфальт, выламывали под ним кирпич, рыли колоссальные ямы. Возили откуда-то земли. Привозили из окрестностей Москвы и сажали с корнями выкорчеванные столетние деревья. И через каких-нибудь две недели асфальтовая площадь превратилась в "старый" тенистый сад, полный аромата. Шумели развесистые вековые деревья, и огромными пёстрыми благоухающими коврами раскинулись под ними грандиозные клумбы цветов. Длинный безобразный каменный сарай превратился в изящный нарядный театр.
В саду играл оркестр, устраивались гуляния, работал ресторан. Успех имели «вечера огня» — запуск фейерверков. Посередине сада помещался большой фонтан с водопадом и ажурная железная башня, на которой развешивались гирлянды для иллюминаций. На месте, где раньше размещался пруд, был устроен «каменный грот».
Недостаток средств не позволил Лентовскому сформировать сильную оперную труппу. Он пытался усилить её гастролёрами, что тоже требовало средств, которых не было. К 1 сентября из-за финансовых неурядиц театр закрылся.

### История «Аквариума» при Гейтен
В сентябре 1893 года Лентовский оказывается на грани разорения, и антрепренёром сада и театра становится балерина и хореограф Лидия Гейтен, перестроившая театр для зимних представлений и сама танцевавшая на его сцене. Спектакли балерины в «Аквариуме» оформлял театральный художник Е. Ф. Бауэр.
При Гейтен в театре попеременно играют драматические и опереточные труппы. Ставятся «Цыганские песни в лицах» с участием знаменитых В. Зориной и А. Давыдова и др., гастролирует коллектив украинских артистов, возглавляемых П. Саксаганским.

### История «Аквариума» при Соловейчике
В 1897 году владение было продано кандидату прав И. С. Соловейчику, который продолжил строительство в саду и провёл электрическое освещение.

### История «Аквариума» при Омоне
В 1898 году театр и сад арендовал предприимчивый француз Шарль Омон — «дореволюционный столп антрепризы». При нём сад получил название «Аквариум». Предполагают, что название было дано с оглядкой на одноимённый увеселительный сад «Аквариум» в Санкт-Петербурге.
В саду Омон строит два театра: летний («Олимпия») и зимний («Буфф»).
Управляющими были назначены С. А. Альштадт и Д. Е. Сидорский, режиссёром концертных программ Н. Ф. Бутлер (бывший режиссёр «Концерта-паризьен» на Нижегородской ярмарке). Шарль Омон строит ещё один каменный театр по образцу парижского концертного театра специально для кафешантанных программ. Для постройки нового концертного театра в саду «Аквариум» были снесены все павильоны бывшей электрической выставки на Триумфальной-Садовой улице. Театр занимал обширную площадь, имел открытую веранду, прилегающие пристройки и был приспособлен как для зимнего, так и для летнего сезонов.
Сад сразу занял особое место в жизни москвичей. Дело в том, что зимние театры летом закрывались, и москвичи оставались на целую треть года в распоряжении содержателей садов и кафешантанов, торговля в которых искусственно поддерживалась откровенно игривым характером увеселений.
В саду существовала даже маленькая искусственная речка с мостиком от декоративного павильона к музыкальной эстраде. В саду также запускались воздушные шары, которые могли арендовать путешественники.
Сад и театр «Аквариум» в конце XIX — начале XX века занимал определённое место в театральной жизни Москвы, здесь начала свою жизнь частная опера Зимина, в летнем театре выступал «Буфф» и устраивались дивертисментные программы.
- В 1899 году в саду «Аквариум» выступала Лина Кавальери.
- В 1901 году в театре «Олимпия» давали оперу «Евгений Онегин», в которой пели супруги Фигнер (в ролях Татьяны и Ленского). На открытой сцене выступали атлеты из труппы Саксон, один из которых был известен тем, что на одной ноге поднимал 14 человек.[10]
- В 1903 году в театре сада «Аквариум» выступила Комиссаржевская.[11] В том же году состоялся атлетический чемпионат, с участием тогдашних знаменитых атлетов Петрова, Дикмана, Ивана Поддубного. В финальной борьбе атлетического чемпионата между Петровым и Поддубным, длившейся почти 25 минут, победителем вышел Поддубный.[12]
- В 1904 году на сцене театра «Аквариум» прошёл дебютный спектакль Оперного театра Зимина — опера «Майская ночь» Н. А. Римского-Корсакова.
- В 1905 году в саду «Аквариум» проходил митинг бастующих в ходе декабрьского восстания. Здесь 8 декабря произошло первое (бескровное) столкновение полиции с митингующими. Полиция попыталась разогнать многотысячный митинг, разоружив присутствовавших на нём «боевиков». Однако действовала она очень нерешительно, и большинство дружинников сумели скрыться, перемахнув через невысокий забор.[13] Сам сад, в котором были выстроены баррикады, изрядно пострадал в ходе декабрьского восстания.
- В 1906 году в саду «Аквариум» пел Собинов в опере «Искатели жемчуга»[14]
- В 1907 году состоялся формальный раздел владения И. С. Соловейчика на две части: восточную (сад «Аквариум») и западную (с постройками жилого и торгово-ремесленного назначения).
- В 1907 году театр «Олимпия», который находился в саду «Аквариум» пришёл в упадок: у театра обрушилась крыша.[15]

### История «Аквариума» при Блюменталь-Тамарине
В 1907 году после банкротства Омона и его бегства из Москвы сад был куплен спекулянтом Лидвалем и хозяйкой хора Сытовой. Вскоре одним из арендаторов, а затем и директором сада стала актёр и режиссёр театра «Буфф», ученик Лентовского, А. Блюменталь-Тамарин. Сад реконструировали, построили открытый (из-за наличия крыши его называли «полузакрытый») летний театр. В этот период театр успешно конкурировал с «Эрмитажем».
Увлечение цыганским романсом (Блюменталь-Тамарин сам играл на рояле и гитаре, сочинял романсы) сказалось на характере дивертисментных программ. Кроме цыганских хоров (в частности, под руководством В. Панина) на веранде ресторана с 11 вечера до 4 утра посетителей развлекал «Цыганский уголок».
В открытом театре было представлено много зарубежных аттракционов. В саду проводились костюмированные шествия, запускались воздушные шары. В закрытом театре ставились обозрения «Комета Галлея», «Путешествие на Луну» и другие. Как постановщик оперетт Блюменталь-Тамаринин широко использовал световые эффекты, кинокадры, другие технические новинки.
- В ноябре 1907 года в «Аквариуме» начались спектакли приезжей мусульманской труппы Ашкадарского. «Труппа состоит из молодёжи, достаточно хорошо сыгравшейся и поставившей совей целью бороться с невежеством и темнотой низших классов мусульманского населения», — писала газета «Русское слово».[16]
- В 1908 году в саду выступал петербургский «старинный театр», исполнявший произведений эпохи Средних веков.[17] В том же 1908 году в зимний сезон в театре «Аквариум» идёт драма Потапенко «Новая жизнь» и новинка, приобретённая с исключительны правом постановки в гор. Москве, пьеса В. М. Гончарова с применением синематографа и музыкой М. М. Ипполитова-Иванова, «Понизовая вольница» (Стенька Разин).[18]
- В 1909 году зимой в саду состоялся фестиваль ледовых скульптур с замком Черномора из «Руслана и Людмилы», построенным архитектором Ибянским.[19] Летом в саду состоялись гастроли «Летающего балета» — артисты при помощи специальных приспособлений поднимались в воздух и перемещались в пространстве.[4]
- В сентябре 1909 года в статье «Бегство антрепренёра» газета «Голос Москвы» сообщает, что директор сада, некто С. Ф. Адель, бежал, не выплатив артистам зарплату.[20]
- В октябре 1909 года в прессе появилось сообщение о том, что известный цирковой предприниматель Аким Никитин подписал купчую крепость на участок земли между театром «Буфф» и садом «Аквариум» и намерен построить цирк.[21] Цирк, который открылся в 1911 году на улице Садово-Триумфальной (сейчас там находится Театр сатиры) имел водный бассейн и подвижный гидравлический манеж.
- Летом 1910 года газета «Утро России» писала: «В „Аквариуме“ 24 мая обновлена вся программа открытой сцены. В качестве „гвоздей“ приглашены семь андалузок танцовщиц-хироманток, которые по окончании своих танцев будут сходить в партер „рассказывать всем желающим их судьбу“, и труппа пантомимистов Зенетц, разыгрывающих пантомимы с животными-автоматами».[22] В том же году в театре «Аквариум» выступала труппа Сабурова[23] c комедийной зарисовкой «Царство ипподрома — Приз на Дерби»[24]
- В ноябре 1910 года в закрытом театре сада «Аквариум» открылся первый в Москве скэтинг-ринк для катания на роликах. «На месте партера — асфальтовый трек, залитый белой специальной массой. Сейчас масса матовая, но скоро её отполируют коньками, и она будет блестеть, как зеркало. В ложах за столиками много молодой нарядной публики. Угощаются холодным меню беспитейного буфета. Сцена декорирована и занята оркестром», сообщала газета «Руль».[25]
- В 1910 году по проекту архитектора А. Н. Новикова был выстроен новый вход в сад.

### История «Аквариума» при Федоре Томасе
В 1913 году владельцем сада стал «русский негр» Федор Томас, который вместе с двумя русским товарищами взял сад в аренду. Всего за год «Томас и Компания», как их называли тогдашние журналы, вернули саду былой блеск. По подсчётам прессы, каждый из партнёров в первый год заработал по нынешнему курсу 1 млн долларов чистыми.
При Федоре Томасе управляющим садом стал Н. Ф. Бутлер, некогда бывший режиссёром концертных программ в театре Омона.
Бутлер сохранил «Цыганский уголок» на веранде, умело сформировал программы для открытого театра. В отремонтированном закрытом театра в 1916 году выступала фарсовая труппа Е. Беляева. К 1917 году был восстановлен зимний театр, где начались спектакли кабаре с участием Якова Давыдовича Южного. В последующие годы в театре шли по преимуществу драматические спектакли.
В 1919 году Федор Томас эмигрировал в Константинополь.

### Советская эпоха
- В 1921 году в течение весны и лета ежедневно на сцене сада «Аквариум» с большим успехом шёл спектакль «Путешествие Бульбуса 17—21» драматурга Абрама Марковича Арго, сатирическое обозрение послереволюционной жизни, где четыре роли исполнял Леонид Утёсов, и где он впервые выступил как руководитель комического джазового голосового оркестра (джаз-гола).
- В 1923 году в зимнем театре «Аквариум» открывается Мюзик-холл, где выступают Н. Смирнов-Сокольский, Л. Утёсов, Г. Ярон и др.
- В марте 1924 года Мюзик-холл был закрыт.[27]
- В 1928 году в зимнем театре «Аквариум» начал свою работу Театр Оперетты.
- В 1934 году на экраны вышел знаменитый фильм «Весёлые ребята», в котором часть действия проходит в Московском варьете в зимнем саду «Аквариум», ныне не существующем.[28]
- Не был забыт «Аквариум» и другим своим знаменитым соседом — писателем М. А. Булгаковым, жившим в доме 10 по Садовой улице. Булгаков описал сад в романе «Мастер и Маргарита».[29]
- В 1940 году в саду начали строить здание Театра имени Моссовета. Окончанию стройки помешала война.[30]
- В 1959 году на месте старого зимнего театра «Аквариум» по проекту архитектора М. С. Жирова было построено новое здание театра на 1300 мест, где и разместился Театр имени Моссовета.
- В 1975 году территория сада «Аквариум» была превращена в зелёную площадку для отдыха. Тогда же была поставлена красивая ограда, отделившая сад от улицы.

### Сад «Аквариум» в постсоветскую эпоху
- В 1995 году напротив Театра им. Моссовета открылся ресторан американской кухни Starlite Diner («Старлайт»).[31][32]
- В 2000 году была проведена масштабная реконструкция, после которой в саду, в частности, появились фонтаны «Аполлон», «Ручей» и «Сатир».[33][34]